# Rosenlund
Rosenlund er en gammel landsbyhovedgård, som blev kaldt Gjeltoftegaard og nævnes første gang i 1147. Rosenlund blev nu en avlsgård under Krenkerup fra 1545. Gården ligger i Toreby Sogn, Musse Herred, Guldborgsund Kommune. Hovedbygningen er opført i 1906-1907.
Rosenlund er på 191 hektar

## Ejere af Rosenlund
- (1145-1158) Biskop Rikulf I Odense
- (1158-1445) Skt. Knuds Kloster I Odense
- (1445-1465) Jens Madsen Gjøe
- (1465-1483) Henrik Jensen Gjøe
- (1483) Marine Jensdatter Gjøe gift Krummedige
- (1483-1490) Eggert Eggertsen Krummedige
- (1490-1506) Eskild Mogensen Gjøe
- (1506-1544) Mogens Eskildsen Gjøe
- (1544-1545) Birgitte Mogensdatter Gjøe gift Trolle / Albrecht Mogensen Gjøe
- (1545-1558) Albrecht Mogensen Gjøe
- (1558-1560) Anne Ottesdatter Rosenkrantz gift Gjøe
- (1560-1566) Otto Albrechtsen Gjøe
- (1566-1694) Margrethe Albrechtsdatter Gjøe gift Brahe
- (1694-1610) Peder Brahe
- (1610-1613) Axel Pedersen Brahe
- (1613-1614) Otto Pedersen Brahe / Elisabeth Olufsdatter Rosensparre gift Brahe
- (1614-1627) Elisabeth Olufsdatter Rosensparre gift Brahe
- (1627-1642) Palle Rosenkrantz
- (1642-1649) Lisbeth Jørgensdatter Lunge gift Rosenkrantz
- (1649-1650) Jørgen Pallesen Rosenkrantz
- (1650-1677) Johan Rantzau / Jørgen Rantzau / Erik Rosenkrantz / Christian Skeel
- (1677-1695) Jørgen Christiansen Skeel
- (1695-1739) Benedicte Margrethe Brockdorff gift (1) Skeel (2) Reventlow
- (1739-1750) Conrad Ditlev greve Reventlow
- (1750-1759) Christian Ditlev greve Reventlow
- (1759-1774) Juliane Christiansdatter F. C. komtesse Hardenberg-Reventlow
- (1774-1788) Carl August greve Hardenberg-Reventlow
- (1788-1840) Christian Heinrich August greve Hardenberg-Reventlow
- (1840-1842) Ida August komtesse Hardenberg-Reventlow gift (1) von Holck (2) von Gersdorff (3) D`Almaforte
- (1842-1846) Christian Ludvig Johan Dormund greve Hardenberg-Reventlow
- (1846) Ida Augusta grevinde Hardenberg-Reventlow gift (1) von Holck (2) von Gerdorff (3) D`Almaforte
- (1846-1864) Simon Dominici greve D`Almaforte-Hardenberg-Reventlow
- (1864-1867) Ida Augusta Christiansdatter grevinde Hardenberg-Reventlow gift (1) von Holck (2) von Gersdorff (3) D`Almaforte
- (1867-1885) Carl Ludvig August Rudolph greve Holck-Hardenberg-Reventlow
- (1885) prinsesse Lucie Schönaich-Carolath gift von Haugwitz
- (1885-1888) Curt Ulrich Heinrich greve Haugitz-Hardenberg-Reventlow
- (1888-1903) prinsesse Lucie Schönaich-Carolath gift von Haugwitz
- (1903-1921) Heinrich Berhard Carl Poul Georg Curt greve Haugwitz-Hardenberg-Reventlow
- (1931-1970) Heinrich Ludvig Berhard Erdmann Georg greve Haugwitz-Hardenberg-Reventlow
- (1970-2012) Rupert Gorm Reventlow-Grinling
- (2012-) Patrick Reventlow-Grinling [1]